# اسکادران ۱۰۶ اسرائیل
اسکادران ۱۰۶ اسرائیل (انگلیسی: 106 Squadron) گردان هوایی متعلق به نیروی هوایی اسرائیل است، که با نام نوک نیزه یا اسکادران سرنیزه نیز شناخته می‌شود. این اسکادران جنگنده‌های اف-۱۵ را از پایگاه هوایی تل نوف هدایت می‌کند.
این اسکادران در ۱۳ ژوئن ۱۹۴۸ برای اهداف ترابری هوایی تأسیس شد و در ابتدا هواپیماهای ترابری مانند کورتیس سی-۴۶ کماندو، لاکهید ال-۰۴۹ کونستلیشن، داگلاس سی-۵۴ اسکای‌مستر را بکار گرفت. اسکادران ۱۰۶ اولین بار در عملیات بالاک در سال ۱۹۴۸ شرکت کرد.
این اسکادران در ژوئن ۱۹۴۹ منحل شد و هواپیماهای آن به یک شرکت هواپیمایی به نام هواپیمایی ارکیا منتقل شدند.
اسکادران ۱۰۶ در ۱۱ ژوئن ۱۹۸۲ سازماندهی مجدد شد و در جنگ ۱۹۸۲ لبنان شرکت کرد. از زمان جنگ لبنان، این اسکادران از سال ۱۹۸۲ تا ۱۹۸۵ پنج پیروزی هوایی کسب کرده است. هواپیماهای اف-۱۵ این اسکادران در طول عملیات طوفان صحرا گشت‌های هوایی رزمی انجام دادند تا حملات هوایی احتمالی نیروی هوایی عراق را رصد کنند.